# Short Stack
Short Stack é uma banda australiana, formada em 2005, por Andy Clemmensen, Bradie Webb e Shaun Diviney. O nome surgiu das panquecas que eles comeram após o primeiro ensaio, e gostaram do nome por ser diferente e um pouco engraçado. Andy e Bradie já se conheciam, por serem meio-irmãos, e conheceram Shaun em seu primeiro dia de aula no Hunter Performing Arts High.

## Carreira
O primeiro clipe da banda, Sway Sway Baby, foi feito por eles mesmos e filmado com um celular. Depois desse, foram filmados dois clipes profissionais: Drop Dead Gorgeous e Shimmy a Go Go (o 1º single). Short Stack já abriu shows pra várias bandas conhecidas, como: Good Charlotte, Hellogoodbye, McFLY, The Click Five e Simple Plan. Em fevereiro de 2009 junto com Metro Station, eles acompanharão a turnê de The Veronicas.
Também em 2009, será lançado o novo CD Stack Is The New Black que está com o lançamento marcado para o dia 14 de agosto.     
Em 29 de julho de 2010 em seu Twitter, Shaun Diviney anunciou que o primeiro single de seu segundo álbum seria intitulado "Planetas" e seria lançado como um EP. Este EP inclui as canções "I Will. I Will. I Will.", "Românticos Electric" e "In My Hands" [5]. Em 24 de Setembro, para coincidir com o lançamento de "planetas", Short Stack cantou a música ao vivo na Federation Square, em Melbourne. O evento foi televisionado ao vivo em Sunrise [6].
Em uma entrevista com a Rede de Música, a banda revelou o novo álbum foi produzido por Lee Groves e seria lançado em novembro. Shaun Diviney também anunciou um novo som orquestral, afirmando: ". Fomos divertindo olhando para trás através da música ao invés de ir abaixo da rota electro-pop que todo mundo parece estar a fazer agora" Baterista Bradie Webb acrescentou: ".. É uma volta muito mais descontraído Menos thrashy, mais sexy" [7]
Seu segundo álbum, This Is Bat Country, foi lançado em 12 de novembro de 2010. "Planets" foi incluída no álbum [8].
O segundo single que foi lançado a partir Este é país do bastão é intitulado "We Dance para um Disco Diferentes, Honey" [5].
Em 18 de Outubro, Short Stack realizada "Planets" ao vivo no The X Factor. [9] No mesmo dia, This Is Bat Country tornou-se disponível para pré-encomenda, com embalagem de colecionador de edição limitada, incluindo uma figura de ação da banda e um cartaz exclusivamente assinado [10].
Em 02 de novembro, a Universal Music Australia confirmou que Shortstack iria aparecer na capa da edição # 709 da edição australiana da revista Rolling Stone [11].
Em novembro, Short Stack ganhou seu segundo Oz Artist of the Year Award do Canal V, superando artistas como Bliss n Eso, o John Butler Trio e Meredith Amy [12].
O terceiro single de This is Bat Country ", Heartbreak Made Me um assassino", foi lançado como um EP em 25 de março de 2011.
Short Stack aberto para Good Charlotte como parte de sua turnê na Austrália Cardiologia em abril de 2011.
Short Stack excursionou Austrália em sua turnê This is Bat Country, em junho de 2011.
Em 18 de maio de 2011, Diviney apareceu no painel do jogo ABC Spicks show e Specks.
Álbum "Bang Bang Sexy" e terceiro: 2011-presente
Eles estão atualmente em estúdio trabalhando em seu terceiro álbum de estúdio, que é espalhado boatos para conter as novas faixas "New York City Ballet" e "Bang Bang Sexy", como Twitter pelo vocalista, Shaun Diviney. Ele forneceu os fãs com um vislumbre da vida no estúdio de gravação através do "Diário Studio" postado em sua conta do YouTube ShaunDiviney1. O primeiro single "Bang Bang Sexy" foi lançado em setembro de 2011. Foi lançado mais cedo na Bandit.fm e no iTunes. Há também uma outra nova música e um vídeo behind-the-scenes. O baixista Andy Clemmensen é atualmente editar as imagens para o seu DVD turnê que será lançado na Austrália, em novembro de 2011. O filme é intitulado The Making of short stack.

## Links
Site Oficial[ligação inativa]
Myspace Oficial
Site Brasileiro